# Serhí Fedortxuk
Serhí Fedortxuk, també citat com a Serguei Fedortxuk (en ucraïnès: Сергій Федорчук); (nascut el 14 de març de 1981), és un jugador d'escacs ucraïnès, que té el títol de Gran Mestre des de 2002.
A la llista d'Elo de la FIDE del febrer de 2022, hi tenia un Elo de 2605 punts, cosa que en feia el jugador número 14 (en actiu) d'Ucraïna, i el 205è millor jugador al rànquing mundial. El seu màxim Elo va ser de 2674 punts, a la llista de novembre de 2010 (posició 68 al rànquing mundial).

## Resultats destacats en competició
Fedortxuk va participar representant Ucraïna a l'Olimpíada d'escacs de la joventut de 1995, com a primer tauler, en un equip en què també hi havia Oleksandr Kovtxan i Oleksandr Moissèienko.
El 1995 va guanyar el Campionat d'Europa Sub-14.
El 2005 vencé al II Circuit Català d'Oberts Internacionals d'Escacs. El 2006 va guanyar el torneig de ràpides de Banyoles i empatà als llocs 1r-3r amb Gabriel Sargissian i Tigran L. Petrossian al 8è Obert de Dubai. El 2008 empatà als llocs 1r-8è amb Vugar Gaixímov, David Arutinian, Iuri Krivorutxko, Konstantín Txernixov, Andrei Deviatkin, Vasilios Kotronias i Erwin L'Ami a l'Obert de Cappelle-la-Grande. El 2009 empatà als llocs 1r-2n amb Murtas Kajgalíev al Campionat d'Ile-de-France, a París, i fou primer a Nantes.
El 2010, guanyà el XII Obert Internacional Vila de Salou, amb 7 de 9 punts, per davant del búlgar Valentin Iotov i el cubà Omar Almeida. Aquest any, quedà segon a la VIIa edició del Circuit Català. El maig de 2012 fou segon al XIV Obert Internacional Vila de Salou; (el campió, mig punt per damunt, fou Alexis Cabrera).
El febrer de 2014 fou 1r-3r (segon en el desempat) al Memorial David Bronstein jugat a Minsk (Belarús) amb 7 punts de 9, empatat al capdavant amb Baadur Jobava i Mikhailo Oleksienko. El mateix any, fou campió de l'Obert Llucmajor, amb 7½ de 9 punts, amb els mateixos punts que el búlgar Aleksandr Dèltxev.
El desembre de 2015 fou campió de l'Obert Vandoeuvre amb 7½ punts de 9 i d'aquesta manera aconseguí la bossa de 1.500 euros de premi.
El maig del 2016 fou 2-8è (setè en el desempat) del V Obert Internacionat de Llucmajor amb 7 punts (el campió fou Julio Granda). L'abril de 2018 fou tercer al fort torneig obert internacional de La Roda (Albacete), a Albacete, el més antic d'Espanya (el campió fou Manuel Pérez Candelario). El maig de 2018 fou segon al VIIè Obert de Llucmajor (el campió fou Jaime Santos Latasa).

## Partides notables
- Sergey A Fedorchuk vs Rainer Buhmann, WCh U18 Boys 1999, defensa francesa: variant Tarrasch. (C09), 1-0
- Sergey A Fedorchuk vs Ivan Sokolov, World Cup 2009, defensa siciliana: Nimzowitsch. variant tancada (B29), 1-0